# Katarzyna Kłysová
Katarzyna Kłysová (roz. Piłociková) (* 23. dubna 1986 Bílsko-Bělá) je bývalá polská zápasnice – judistka.

## Sportovní kariéra
S judem začínala v 10 letech v Čechovicích-Dědicích pod vedením Bogusława Tyla. V polské ženské reprezentaci se pohybovala od roku 2005 ve střední váze do 70 kg. V roce 2008 se kvalifikovala na olympijské hry v Pekingu, kde prohrála v úvodním kole po boji na zemi páčením s Američankou Rondou Rouseyovou.
V roce 2009 následovala svého manžela Artura do Krakova, kde se připravovala vrcholově v místním profesionálním klubu TS Wisła pod vedením Marka Tabaszewského. Do její přípravy však začal stále více zasahovat její manžel, což vedlo v olympijské sezoně 2012 k rozporům s Tabaszewskim a vytvoření vlastního klubu UKS Judo Kraków. Na olympijské hry v Londýně se kvalifikovala přímo, ale do Londýna nepřijala v optimální formě. Prohrála v úvodním kole v prodloužení po boji na zemi držením s Číňankou Čchen Fej. Po olympijských hrách si vzala mateřskou pauzu a do reprezentace se vrátila v roce 2014.
V roce 2015 se dohodla na vrcholové přípravě s klubem Polonia Rybnik, který vedl bývalý polský reprezentant Artur Kejza. V roce 2016 se kvalifikovala na své třetí olympijské hry v Riu, kde prohrála ve druhém kole po taktickém boji na tresty se Španělkou Marií Bernabéuovou. V roce 2017 s ní v Polonii neprodloužili smlouvu a rozhodla se s vrcholovým sportem skončit. Sportovní kariéru ukončila po vystoupení na domácím dubnovém mistrovství ve Varšavě, kde obsadila dělené 5. místo. Žije v Krakově a věnuje se trenérské práci.

### Vítězství
- 2011 - 1x světový pohár (San Salvador)
- 2016 - 1x světový pohár (Varšava)

## Výsledky
| Olympijské hry     |    |     | —  |     |     |     | úč. |   |     |     | úč. |   |     |     | úč. |    |  |  |  |  |  |  |  |  |  |  |  |  |  |  |  |  |  |  |  |  |  |
| Mistrovství světa  |    | —   |    | —   |     | úč. |     | — | úč. | úč. |     | — | 3.  | úč. |     | —  |  |  |  |  |  |  |  |  |  |  |  |  |  |  |  |  |  |  |  |  |  |
| Evropské hry       |    |     |    |     |     |     |     |   |     |     |     |   |     | 5.  |     |    |  |  |  |  |  |  |  |  |  |  |  |  |  |  |  |  |  |  |  |  |  |
| Mistrovství Evropy | —  | —   | —  | —   | úč. | 2.  | úč. | — | úč. | úč. | 2.  | — | úč. | 5.  | úč. | 5. |  |  |  |  |  |  |  |  |  |  |  |  |  |  |  |  |  |  |  |  |  |
| ME do 23 let       |    | —   | —  | —   | 5.  | —   | —   |   |     |     |     |   |     |     |     |    |  |  |  |  |  |  |  |  |  |  |  |  |  |  |  |  |  |  |  |  |  |
| MS juniorů         | —  |     | 3. |     |     |     |     |   |     |     |     |   |     |     |     |    |  |  |  |  |  |  |  |  |  |  |  |  |  |  |  |  |  |  |  |  |  |
| ME juniorů         | —  | úč. | 2. | úč. |     |     |     |   |     |     |     |   |     |     |     |    |  |  |  |  |  |  |  |  |  |  |  |  |  |  |  |  |  |  |  |  |  |
| ME dorostenců      | 5. |     |    |     |     |     |     |   |     |     |     |   |     |     |     |    |  |  |  |  |  |  |  |  |  |  |  |  |  |  |  |  |  |  |  |  |  |